# Leedey
Leedey ist eine Kleinstadt (Town) im Dewey County (Oklahoma). Das U.S. Census Bureau hat bei der Volkszählung 2020 eine Einwohnerzahl von 415 ermittelt.

## Geographie
Leedey liegt an der Grenze zu Roger Mills County, etwa 3,5 Kilometer nördlich der Kreuzung der Oklahoma State Routes 34 und 47. Der Canadian River fließt etwa zehn Kilometer östlich von Leedy zunächst von Norden nach Süden, um dann auf der Höhe von Leedy eine fast rechtwinklige Biegung nach Osten zu machen und in die Richtung des mehr als 100 Kilometer entfernten Oklahoma City und Norman weiter zu fließen.
Die Gemeindefläche beträgt 1 km2, sie liegt in einer mittleren Höhe von 631 m. Die Umgebung der Gemeinde ist hügelig und von zahlreichen, Nord-Süd verlaufenden Tälern durchzogen.

## Demografie und Daten
Leedey hatte bei der Volkszählung 2000 345 Einwohner. Etwas mehr als 97 % der Einwohner waren Weiße und 1,5 % Afro-Amerikaner. 24,7 % der Bevölkerung waren 24 Jahre alt oder jünger; 25,8 % älter als 64 Jahre; der Altersdurchschnitt betrug 47 Jahre.
Das Pro-Kopf-Einkommen betrug durchschnittlich 21.667 US-Dollar, 19,4 % der Einwohner lebten unter der Armutsgrenze.

## Geschichte
Nach der Öffnung des Cheyenne-Arapaho-Reservates für nicht indianische Siedler im Jahr 1892 wurde die Siedlung gegründet und nach dem früh dort ansässigen Siedler Amos Leedey benannt. Leedy war nach der Eröffnung der ersten Poststelle im Jahr 1900 der erste Postangestellte. Das Wachstum der Siedlung begann im Wesentlichen nach der Eröffnung der Wichita Falls and Northwestern Railway (später Missouri, Kansas and Texas Railroad), die 1911 Elk City und Leedey verband. In dasselbe Jahr fiel die offizielle Gründung der Gemeinde. Die Geschichte von Leedey wurde seitdem von Landwirtschaft und der Gewinnung von Öl und Erdgas bestimmt, die seit 1923 in der Umgebung begann.
Ebenso wie andere Gemeinden in Oklahoma ist Leedy immer wieder von Tornados betroffen. Noch heute gedenken die Bürger von Leedy den Opfern des Tornados vom 31. Mai 1947, der sechs Todesopfer und 15 Verletzte forderte und dazu noch 20 Geschäfte und 147 Wohnhäuser zerstörte.

## Söhne und Töchter
- Darla Hood (1931–1979), Filmschauspielerin